# Петропавловский собор (Барнаул)
Петропавловский собор (Собор св. Петра и Павла) — разрушенный в 1935 году православный храм в Барнауле.

## История
Барнаульский Собор Петра и Павла был построен на Соборной площади города вместо деревянной церкви по ходатайству и на средства Барнаульского сереброплавильного завода по проекту московского архитектора Д. П. Макулова в стилистике барокко. Храм заложили 23 июня 1771 года. Строительство шло довольно быстро, и 3 февраля 1774 года он уже был освящён. При постройке в барнаульский проект внесли изменения горный инженер И. Медер и подпоручик Я. Н. Попов. Резной иконостас выполнил житель Томска А. Гущинов, живописные работы — тобольский купец А. Н. Сумин. Всё это послужило тому, что Петропавловский собор в XVIII веке служил образцом для подражания при строительстве храмов в других сибирских городах, в частности, в Томске. Кроме того, он имел статус главной церкви Колывано-Воскресенского горного округа. 
Стройный силуэт Петропавловского собора подчеркивал основную композиционную ось при небольших размерах города и исключительно одноэтажной застройке Барнаула конца XVIII века.  Как и петербургский одноимённый собор, собор в Барнауле выделялся в широкой горизонтальной перспективе реки, делал выразительной объёмно-пространственную композицию центра города, создавая вертикальный акцент своей 22-метровой колокольней с праздничными воротами. Оба собора в плане представляли типичную, для европейской культовой архитектуры, трехнефную базилику с чётко просматриваемым крестом.
С XVIII века при соборе было кладбище, на котором похоронен изобретатель И. И. Ползунов и первый главный командир (начальник) Колывано-Воскресенских заводов Беэр А.Б. В середине XIX века во время ремонта здания его фасады утратили пластику, характеризующую барокко. В 1872 году при храме была выстроена часовня, утраченная в 1930-х.
В 1935 году собор был полностью разрушен.